# George Cornwallis-West
George Frederick Myddleton Cornwallis-West est né le 14 novembre 1874 à Ruthin, au pays de Galles, et mort le 1er avril 1951 à Londres, en Angleterre. Major de l'armée britannique, il est surtout connu pour ses mariages successifs avec Jennie Jerome (mère de Winston Churchill) et Stella Campbell (connue pour son rôle d'Eliza Doolittle dans Pygmalion).

## Famille
George est le fils de l'homme politique américain William Cornwallis-West (en) (1835-1917) et de son épouse Mary Adelaide FitzPatrick (en) (1856-1920).
George a deux sœurs : la princesse Daisy de Pless (1873-1943) et Constance Grosvenor (en) (1875-1970), duchesse de Westminster.
Le 28 juillet 1900, George épouse, à Londres, Jennie Jerome (1854-1924) mais cette union se termine par une séparation en 1912 et un divorce en 1914.
Le 6 avril 1914, George se remarie à l'actrice Stella Campbell (1865-1940).
De ces unions ne naît aucun enfant.

## À la télévision
Le rôle de George Cornwallis-West est interprété par l'acteur Christopher Cazenove dans la mini-série britannique Jennie: Lady Randolph Churchill.

### Publication
- (en) George Cornwallis-West, Edwardian Hey-Days of a Little About a Lot of Things, Londres, 1934 (ISBN 0-7158-1055-3).

### Biographie
- (en) Eileen Quelch, Perfect Darling : Life and Times of George Cornwallis-West, Londres, Cecil Woolf, 1972, 211 p. (ISBN 0-900821-19-1).